# Heide Gluesing-Luerssen
Heide Gluesing-Luerssen (1961) é uma matemática alemã, especialista em teoria algébrica de códigos. É atualmente Royster Research Professor na Universidade de Kentucky.

## Formação e carreira
Gluesing-Luerssen obteve um doutorado em 1991 na Universidade de Bremen, com a tese Gruppenaktionen in der Theorie singuläre Systeme, orientada por Diederich Hinrichsen. Lecionou no Departamento de Matemática da Universidade de Oldenburg de 1993 a 2004. Enquanto lá obteve a habilitação em 2000. Foi para a Universidade de Groningen em 2004, e para Kentucky em 2007.

## Contribuições
É autora do livro Linear delay-differential systems with commensurate delays: an algebraic approach (Lecture Notes in Mathematics 1770, Springer-Verlag, 2002). É também Associate Editor do periódico Linear Algebra and its Applications.